# Alexander Spotswood

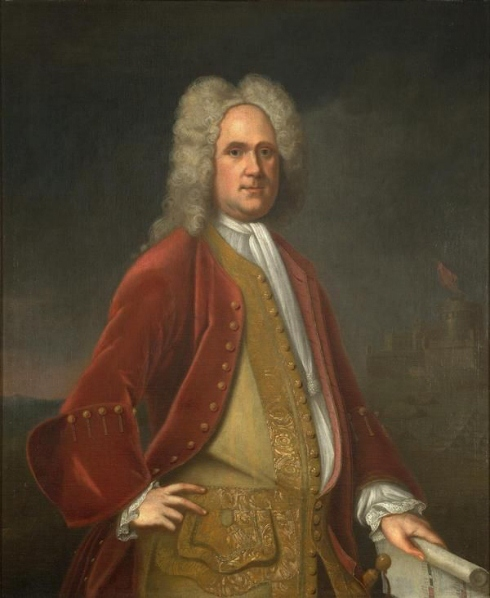
Alexander Spotswood, 1736

Alexander Spotswood (* 1676 in Tanger; † 7. Juni 1740 in Annapolis) war ein britisch-amerikanischer Politiker. Er war von 1710 bis 1722 Gouverneur der Kolonie Virginia.

## Leben
Spotswood wurde 1676 als Sohn von Robert Spotswood in Tanger geboren. Die Stadt befand sich zwischen 1661 und 1684 unter englischer Herrschaft und galt als Teil des britischen Weltreiches. Sein Vater war der Militärarzt der englischen Garnison und Leibarzt des einflussreichen schottischen Adligen und Politikers John Middleton, 1. Earl of Middleton, der als Gouverneur von Tanger diente.
Spotswood kehrte 1683 nach England zurück, begann 1693 seine Karriere im Militär und stieg während des Spanischen Erbfolgekriegs zum Lieutenant Colonel auf. In der Militärzeit knüpfte er Freundschaften mit verschiedenen hochrangigen Politikern und Generälen wie John Churchill, 1. Duke of Marlborough, und George Hamilton, 1. Earl of Orkney, dem Gouverneur der Colony of Virginia. Diese verhalfen ihm zum Posten des stellvertretenden Gouverneurs der Kolonie. Da Orkney – wie damals üblich – die Kolonie selbst nie besuchte und auch nicht verwaltete, war Spotswood eigentlicher Gouverneur der Kolonie.
Mit Spotswoods Ankunft endeten vier Jahre Selbstherrschaft durch den Gouverneursrat der Kolonie. Spotswood versuchte in seiner Amtszeit, viele der ökonomischen und militärischen Fragen Virginias zu lösen und die königliche Autorität in der Neuen Welt zu stärken; als Gouverneur fehlten ihm dazu jedoch viele der nötigen Befugnisse. Besonders das alteingesessene House of Burgesses stand ihm dabei im Weg. Ein Beispiel ist der von Spotswood durchgesetzte Tobacco Inspection Act of 1713, gemäß dem jede Tabakpflanze vor dem Export kontrolliert werden musste. So sollte das Angebot verringert, die Qualität gesteigert und der Preis erhöht werden. Den Posten des Inspektors gestaltete Spotswood sehr lukrativ und verlieh ihn einigen Burgesses. Das Gesetz war bei der virginischen Bevölkerung jedoch unpopulär. Die erhoffte Preissteigerung trat nicht direkt ein; zudem empfanden die Pflanzer diese Kontrollen als eine zu hohe Last und Zumutung. Fast alle Burgesses, denen Spotswood ein Amt als Inspekteur verliehen hatte, verloren in der nächsten Wahl ihr Mandat.
Gegenüber Bedrohungen auf See, insbesondere durch Freibeuter, die dem Überseehandel der Zeit empfindlichen Schaden zufügten, zeigte er sich verteidigungsfähig. So entsandte er Kapitän Robert Maynard gegen Blackbeard. Ihm gelang es, den berüchtigten Piraten zu töten. Im Tuscarora-Krieg gewährte er der Province of North Carolina militärische Hilfe. Mit dem Indian Trade Act of 1714 räumte er der Virginia Indian Company ein Handelsmonopol mit den Indianern südlich des James River ein, um illegalem Handel einen Riegel vorzuschieben. Diese Vereinbarung beinhaltete auch die Kostenübernahme seitens der Indianer für den Schutz der Kolonisten vor deren Angriffen. Auch dieses Gesetz stieß bei den Pflanzern auf Unmut, die bereits privat in den Handel mit den Indianern investiert hatten. 
Des Weiteren führte Spotswood den Georgianischen Baustil in Virginia ein.
Spotswoods Amtszeit wurde weiter von den immerwährenden Konflikten mit den Burgesses geprägt. Seine Versuche, sie zu umgehen und eigenhändig Richter und Priester zu ernennen, scheiterten. Die Pflanzer erreichten in London sogar die Abschaffung des Tobacco Inspection Act und des Indian Trade Act. 1720 waren beide Seiten jedoch bei einer Art Modus Vivendi angekommen. Spotswood erhielt Konzessionen für zehntausende Acres Land in Virginia, wodurch er praktisch gesehen selbst zum Großgrundbesitzer und Pflanzer wurde. Dennoch wurde er nur zwei Jahre später von Hugh Drysdale als Gouverneur ersetzt. Die Gründe hierfür sind nicht ganz klar; vermutlich hatte die stete Kritik der Burgesses eine Rolle gespielt. Mit einem so großen Land-grant hatte Spotswood auch gegen die Regulierungen des Board of Trade verstoßen. Spotswoods Amtszeit und Absetzung gilt als ein Beispiel für die Macht, die die lokale Pflanzerelite in Virginia entfalten konnte.
Daraufhin siedelte Spotswood in der von ihm mitgegründeten Siedlung Germanna, wo er ein stattliches Anwesen errichten ließ. Im Gegensatz zu den meisten Pflanzern setzte er weniger auf den Tabakanbau und mehr auf die Produktion von Eisen, das er primär nach England exportierte. Er gilt daher als ein Pionier der Industriellen Revolution in Amerika, obwohl dieses Phänomen erst einige Jahrzehnte später stattfand. Hierzu bediente er sich ebenso wie seine Zeitgenossen der Sklaverei. Von 1724 bis 1729 klärte er in England die Rechtmäßigkeit seines Land-grants und seine Steuerlage auf. 1730 wurde er für eine Amtszeit von zehn Jahren zum stellvertretenden Postmaster General für Nordamerika ernannt. Als dieser ernannte er Benjamin Franklin 1737 zum Postmaster. Nachdem 1739 der War of Jenkins’ Ear mit dem Königreich Spanien ausgebrochen war, trat er als Brigadier General wieder in die Armee ein, starb jedoch bereits 1740 nach kurzer Krankheit, ohne an Kampfhandlungen beteiligt gewesen zu sein.
Er heiratete 1724 Anne Butler Brayne, mit der er zwei Söhne und zwei Töchter hatte. Nach ihm wurde das Spotsylvania County benannt.